# Chaunay
Chaunay és un municipi francès situat al departament de la Viena i a la regió de la Nova Aquitània. L'any 2007 tenia 1.202 habitants.

## Demografia

### Població
El 2007 la població de fet de Chaunay era de 1.202 persones. Hi havia 544 famílies de les quals 216 eren unipersonals (84 homes vivint sols i 132 dones vivint soles), 180 parelles sense fills, 124 parelles amb fills i 24 famílies monoparentals amb fills.
La població ha evolucionat segons el següent gràfic:
Habitants censats

### Habitatges
El 2007 hi havia 680 habitatges, 553 eren l'habitatge principal de la família, 83 eren segones residències i 44 estaven desocupats. 601 eren cases i 74 eren apartaments. Dels 553 habitatges principals, 400 estaven ocupats pels seus propietaris, 142 estaven llogats i ocupats pels llogaters i 11 estaven cedits a títol gratuït; 60 tenien una cambra, 38 en tenien dues, 71 en tenien tres, 165 en tenien quatre i 219 en tenien cinc o més. 417 habitatges disposaven pel capbaix d'una plaça de pàrquing. A 315 habitatges hi havia un automòbil i a 134 n'hi havia dos o més.

### Piràmide de població
La piràmide de població per edats i sexe el 2009 era:
| Homes | Edats   | Dones |
| ----- | ------- | ----- |
| 4     | 95 o +  | 4     |
| 4     | 90 a 94 | 16    |
| 24    | 85 a 89 | 16    |
| 12    | 80 a 84 | 20    |
| 28    | 75 a 79 | 52    |
| 32    | 70 a 74 | 24    |
| 64    | 65 a 69 | 72    |
| 36    | 60 a 64 | 52    |
| 28    | 55 a 59 | 24    |
| 44    | 50 a 54 | 44    |
| 32    | 45 a 49 | 36    |
| 48    | 40 a 44 | 20    |
| 36    | 35 a 39 | 20    |
| 32    | 30 a 34 | 40    |
| 32    | 25 a 29 | 20    |
| 36    | 20 a 24 | 20    |
| 32    | 15 a 19 | 20    |
| 24    | 10 a 14 | 28    |
| 24    | 5 a 9   | 12    |
| 32    | 0 a 4   | 16    |

## Economia
El 2007 la població en edat de treballar era de 653 persones, 431 eren actives i 222 eren inactives. De les 431 persones actives 398 estaven ocupades (229 homes i 169 dones) i 33 estaven aturades (16 homes i 17 dones). De les 222 persones inactives 108 estaven jubilades, 36 estaven estudiant i 78 estaven classificades com a «altres inactius».

### Ingressos
El 2009 a Chaunay hi havia 544 unitats fiscals que integraven 1.132 persones, la mediana anual d'ingressos fiscals per persona era de 14.075,5 €.

### Activitats econòmiques
Dels 60 establiments que hi havia el 2007, 6 eren d'empreses alimentàries, 3 d'empreses de fabricació d'altres productes industrials, 12 d'empreses de construcció, 12 d'empreses de comerç i reparació d'automòbils, 3 d'empreses de transport, 6 d'empreses d'hostatgeria i restauració, 1 d'una empresa financera, 2 d'empreses immobiliàries, 5 d'empreses de serveis, 6 d'entitats de l'administració pública i 4 d'empreses classificades com a «altres activitats de serveis».
Dels 21 establiments de servei als particulars que hi havia el 2009, 1 era una oficina de correu, 1 una oficina bancària, 3 tallers de reparació d'automòbils i de material agrícola, 4 paletes, 1 guixaire pintor, 3 fusteries, 2 lampisteries, 1 electricista, 2 perruqueries i 3 restaurants.
Dels 5 establiments comercials que hi havia el 2009, 1 era una botiga de més de 120 m², 2 fleques i 2 carnisseries.
L'any 2000 a Chaunay hi havia 56 explotacions agrícoles que ocupaven un total de 2.880 hectàrees.

## Equipaments sanitaris i escolars
El 2009 hi havia 1 farmàcia i 1 ambulància.
El 2009 hi havia 1 escola maternal i 1 escola elemental.

## Poblacions més properes
El següent diagrama mostra les poblacions més properes.